# Gilgamesh (Gilgamesh)
Gilgamesh è l'album di debutto eponimo del gruppo musicale, pubblicato nel 1975.

## Tracce
1. One End More / Phil's Little Dance - For Phil Miller's Trousers / Worlds of Zin – 10:20
2. Lady and Friend – 3:44
3. Notwithstanding – 4:45
4. Arriving Twice – 1:36
5. Island of Rhodes / Paper Boat - For Doris / As If Your Eyes Were Open – 6:39
6. For Absent Friends – 1:11
7. We Are All / Someone Else's Food / Jamo And Other Boating Disasters - From the Holiday of the Same Name – 7:48
8. Just C – 0:45

## Formazione
Alan Gowen - tastiere, clarinetto e mellotron

Jeff Clyne - basso

Phil Lee - chitarra acustica ed elettrica

Michael Travis - batteria